# 이상한 나라의 앨리스 (2010년 영화)
《이상한 나라의 앨리스》(Alice in Wonderland)는 2010년 제작된 팀 버튼 감독의 영화이다. 미아 바시코프스카, 조니 뎁, 헬레나 보넘 카터, 앤 해서웨이를 주연으로, 크리스핀 글러버, 마이클 신, 앨런 리크먼 등의 여러 배우가 출연 및 목소리를 맡았다. 루이스 캐럴의 소설인 이상한 나라의 앨리스, 거울 나라의 앨리스를 원작으로 하고 있으며, 시간상 이들 소설의 뒷이야기를 다루고 있다. 애니메이션과 실사가 합성된 형태로 제작되었다. 2010년 2월 25일 런던에서 처음 상영되었으며, 3월 4일 오스트레일리아를 시작으로 전 세계에 개봉되었다. 상영에는 아이맥스 3D 및 디지털 3D, 2D 형식이 사용되었다.

## 줄거리
아버지의 죽음을 애도하고 있는 19세의 앨리스 킹즐리는 이상하고 반복되는 꿈과 자신이 살고 있는 사회의 숨 막히는 기대에 시달린다. 아버지의 영국식 가든 파티에서 해미시 애스코트로부터 원치 않는 결혼 제안을 받은 앨리스는 조끼를 입고 회중 시계를 들고 있는 익숙한 흰 토끼를 발견한다. 그녀는 토끼를 따라 토끼굴로 들어가 실수로 떨어진다. 그녀는 '나를 마셔라'라고 적힌 병(피살버라고 불림)의 물을 마신 후 작아져서 테이블 위의 열쇠에 닿을 수 없게 되고, '나를 먹어라'라고 적힌 케이크(우펠쿠첸이라고 불림)를 먹고 거인으로 변한다. 다시 병의 물을 마시고 작은 문을 통과한 후, 그녀는 언더랜드라고 불리는 환상적인 세계의 숲으로 들어간다. 그곳에서 그녀는 흰 토끼, 겨울잠 쥐, 도도, 말하는 꽃, 그리고 모두 그녀를 아는 것 같은 쌍둥이 트위들덤과 트위들디의 환영을 받는다.
앨리스는 자신이 꿈을 꾸고 있다고 주장하지만, 애브솔렘 애벌레로부터 그녀가 재버워키를 죽이고 붉은 여왕의 폭정을 끝내야 할 운명이라는 것을 알게 된다. 일행은 굶주린 밴더스내치와 붉은 여왕의 기사들에게 매복 공격을 받는데, 이들은 하트의 기사가 이끌고 있다. 앨리스와 밴더스내치의 눈을 빼가는 겨울잠 쥐를 제외하고 모두 잡힌다. 기사는 붉은 여왕에게 앨리스의 귀환을 알리고, 즉시 앨리스를 찾으라는 명령을 받는다.
체셔 고양이는 앨리스를 매드 해터, 3월의 토끼, 겨울잠 쥐의 다과회로 안내한다. 붉은 기사들과 하트의 기사가 파티를 방해하지만, 앨리스는 찻주전자 안에 숨는 데 성공한다. 매드 해터는 그녀를 안전한 곳으로 데려간다. 매드 해터는 붉은 여왕이 언더랜드를 장악하여 여동생인 하얀 여왕을 찬탈했다고 설명한다. 숲에서 붉은 기사들이 둘을 발견하지만, 매드 해터는 앨리스가 도망갈 수 있도록 자신을 내준다. 그녀는 저항군과 동맹을 맺은 기사의 블러드하운드인 바야드에게 발견된다. 그는 앨리스를 붉은 여왕의 성으로 데려가고, 그곳에서 앨리스는 또 다른 우펠쿠첸을 먹고 다시 거인이 된다.
"움"이라는 궁정인으로 궁전에 침투한 앨리스는 재버워키를 죽일 수 있는 유일한 무기인 보팔 검이 밴더스내치의 소굴에 갇혀 있다는 것을 알게 된다. 기사는 앨리스에게 접근하지만 그녀는 거부하고, 질투심 많은 붉은 여왕은 그녀의 목을 베라고 명령한다. 앨리스는 검을 얻고 밴더스내치의 눈을 돌려준다. 그는 고맙게도 그녀가 성을 탈출하도록 돕고 하얀 여왕에게 데려다주며, 하얀 여왕은 앨리스에게 원래 크기로 돌아오는 약을 준다. 체셔 고양이는 자신의 변신 능력을 사용하여 매드 해터를 풀어주고, 매드 해터는 붉은 여왕의 백성들 사이에서 반란을 선동한다. 한편, 번데기로 변하고 있는 애브솔렘은 마침내 앨리스가 어릴 적 언더랜드를 방문하여 "원더랜드"라고 불렀던 것을 기억하게 한다. 그의 고치가 닫히기 직전에 그는 앨리스에게 재버워키와 싸워 언더랜드를 구하고 붉은 여왕을 영원히 막으라고 조언한다.
여왕들은 체스판 같은 전장에 군대를 모으고 앨리스와 재버워키를 보내 일대일 대결로 전투를 결정하게 한다. 전투는 앨리스가 보팔 검으로 재버워키의 목을 베면서 끝나고, 붉은 기사들은 감사하며 그들의 통치자에게 등을 돌린다. 하얀 여왕은 여동생과 기사를 함께 추방하고, 앨리스에게는 한 가지 소원을 이룰 수 있는 재버워키의 보라색 피가 담긴 작은 병을 준다. 앨리스는 친구들에게 작별 인사를 하고, 집으로 돌아가기를 소원한다.
앨리스는 깨어나 토끼굴에서 탈출한다. 가든 파티의 정자로 돌아온 그녀는 해미시의 청혼을 거절하고, 아버지의 원래 아이디어였던 홍콩으로 가는 무역로를 개척하겠다는 자신의 아이디어로 로드 애스코트를 감동시켜 그가 그녀를 수습사원으로 받아들이게 한다. 앨리스가 무역선을 타고 떠날 준비를 할 때, 애브솔렘은 새로운 나비 형태로 변하여 그녀의 어깨에 내려앉는다.

## 출연
- 앨리스 역 : 미아 바시코프스카
- 모자장수 역 : 조니 뎁
- 붉은 여왕 역 : 헬레나 보넘 카터
- 하얀 여왕 역 : 앤 해서웨이

## 같이 보기
- 월트 디즈니 픽처스의 영화 목록
- 월트 디즈니 스튜디오의 영화 목록 (2010-2019년)